# Alfredo Jocelyn-Holt
Alfredo Jocelyn-Holt Letelier (Santiago, 23 de marzo de 1955) es un historiador, columnista y ensayista chileno que ha centrado parte de su estudio al papel de las élites aristocráticas y plutocráticas en la historia chilena, y se declara acérrimo crítico de la historiografía chilena tradicional, ligada al conservadurismo y a la noción de Estado Nación.

## Biografía
Nació en Santiago de Chile el 23 de marzo de 1955. Hijo de Alfred Charles Joseph Raymond Jocelyn-Holt Paul, arquitecto, y Margarita Julia Inés Letelier Saavedra, mujer criada en el seno de una familia tradicional de origen rural. Tiene dos hermanos: Enrique, economista, y el exdiputado demócratacristiano y el excandidato presidencial Tomás Jocelyn-Holt. Además es tataranieto del expresidente de Chile (1886-1891) José Manuel Balmaceda. Está además casado con Sofía Correa Sutil, con quien contrajo matrimonio el 19 de julio de 1986, siendo cuñado de Jorge Correa Sutil. Del matrimonio nació una hija, Emilia.
En 1965 vivió en Nicaragua, por un puesto al que su padre fue asignado en la sede del Banco Interamericano de Desarrollo en Managua. También vivió en los Estados Unidos, donde cursó estudios secundarios en la Western Junior High School (institución a la que también asistió Michelle Bachelet), entre 1967 y 1969, y en el Bethesda-Chevy Chase High School (B-CC). Posteriormente estudió Historia del Arte en la Universidad Johns Hopkins, donde obtuvo un máster en Estudios Humanísticos. Regresó a Chile en 1979 y en 1990 se graduó de Licenciado en Derecho en la Universidad de Chile. Además recibió el grado de Doctor en Historia de la Universidad de Oxford en Inglaterra, el año 1992, con la tesis titulada Liberal-republicanism and Politics in Chile: From Bourbon Reformism to the National State.
Ha sido académico en diversos planteles de educación superior, como la Universidad de Talca, la Universidad de Santiago de Chile (1989-2000), la Universidad Diego Portales, y la Universidad de Chile, donde actualmente dicta la asignatura de "Historia Institucional de Chile, siglos XIX al XX" en la Facultad de Derecho. También imparte cursos de Historia -de carácter electivo- en la Facultad de Ciencias Físicas y Matemáticas y es profesor del Magíster y Doctorado en Estudios Latinoamericanos en la Facultad de Filosofía y Humanidades. También ha sido columnista en diversos medios de comunicación, como los diarios La Tercera y El Mercurio, la revista Qué Pasa y el semanario The Clinic.
Fue nominado en 2003, 2005 y 2009 al Premio Altazor en la categoría "Ensayo literario", por su Historia General de Chile en tres tomos.
Fue panelista estable del programa CNN Chile Invita, durante su temporada 2009.

## Controversias
Ha generado polémica por sus artículos en medios de comunicación (entre otros, el semanario The Clinic), y por declaraciones que en más de una oportunidad le han hecho protagonista de encendidos debates. A modo de ejemplo, sus duras palabras en 2005 contra Michelle Bachelet, quien por ese entonces era candidata a la presidencia de Chile.

### Declaraciones contra Michelle Bachelet
El miércoles 3 de agosto de 2005, durante un seminario organizado por la Fundación Chilemedios, Jocelyn-Holt interpeló en duros términos a la entonces candidata a la presidencia Michelle Bachelet, insinuando que sería el producto de una buena campaña de imagen antes que de méritos propios, y la sindicó como carta solapada de los militares, por ser hija del fallecido general de la Fuerza Aérea de Chile Alberto Bachelet, además de su supuesta vinculación con miembros del Frente Patriótico Manuel Rodríguez durante la dictadura militar.

Respecto a su vínculo con grupos paramilitares, se agudiza todavía más (la desconfianza) en la medida en que vivimos en un régimen constitucional cívico-militar, amén de todo lo fáctico que es nuestra política. Pienso que es usted un producto de marketing mediático, populista, una carta tapada, no reconocida aún, de las fuerzas militares. Le agradecería mucho que usted, más allá de un mero desmentido de lo que he dicho, fundamente por qué no deberíamos sentir, por lo menos yo, esta fuerte desconfianza.
Alfredo Jocelyn-Holt.

Bachelet replicó que su candidatura no era un «accidente de tránsito», y que los dichos del historiador eran «más que una falta de respeto a ella, una falta de respeto a la ciudadanía».

## Obras

### Libros
- La Independencia de Chile: tradición, modernización y mito (1992)
- El peso de la noche: nuestra frágil fortaleza histórica (1997)
- El Chile perplejo: del avanzar sin transar al transar sin parar (1998)
- Espejo retrovisor: ensayos histórico-políticos 1992-2000 (2000)
- Historia General de Chile, Tomo I: "El retorno de los dioses" (2000)
- Documentos del siglo XX chileno (escrito junto con Sofía Correa, Manuel Vicuña, Consuelo Figueroa y Claudio Rolle) (2001)
- Historia del siglo XX chileno (escrito junto con Sofía Correa, Manuel Vicuña, Consuelo Figueroa y Claudio Rolle) (2001)
- Historia General de Chile, Tomo II: "Los césares perdidos" (2004)
- Historia General de Chile, Tomo III: "Amos, señores y patricios" (2008)
- La escuela tomada: historia/memoria 2009-2011 (2015)
- La casa del museo: la casa Yarur Bascuñán de Vitacura y museo de la moda (2018)
- Perfiles (2023)
- La historia en disputa. Reflexiones y debates (1991-2024) (2024)

### Artículos
- Reseña de "La República en Chile. Teoría y Práctica del Constitucionalismo Republicano" de Renato Cristi y Pablo Ruiz-Tagle, en Estudios Públicos, N.º 106, Centro de Estudios Públicos, Santiago.  (2007)
- TV y poder político en Chile, en "La función política de la televisión.Tendencias, contenidos y desafíos en el Chile de hoy", Secretaría de Comunicaciones, Ministerio Secretaría General de Gobierno. (2007)
- Una gran mansión, una ruina, una utopía, en Boletín Académico, N.º 1, Universidad de Chile, Santiago. (2007)
- La educación chilena: una tradición pública amenazada, en Anales de la Facultad de Derecho de la Universidad de Chile, Quinta época, N.º 2, Santiago. (2005)
- Presentación del libro "Pensar la política" de Marco García de la Huerta, en Mapocho, N.º 57, Biblioteca Nacional de Chile, Santiago. (2005)
- ¿Qué es lo escandaloso?, en Revista Talión (enlace roto disponible en Internet Archive; véase el historial, la primera versión y la última)., N.º 1, Santiago. (2003)
- Amor y guerra en la historia de Chile, en Ponencia en el Seminario "El amor y sus Caminos", Centro de Convenciones Laboratorio Chile, Santiago. (2001)
- Prólogo "La Quintrala en un hilo", en "Los Lisperguer y la Quintrala: doña Catalina de los Ríos. Santiago: Sudamericana. (2001)
- Más allá de los porfiados hechos (o cómo la mirada histórica nos puede advertir sobre el futurismo), en "Apocalipsis ahora?: Chile y el mundo tras el derrumbe de las Torres Gemelas". Santiago: Planeta. (2001)
- El dudoso llamado a la "Confianza": una historia ambigua, en "Confianza social en Chile: desafíos y proyecciones", Ministerio Secretaría General de Gobierno. División de Organizaciones Sociales, Santiago. (2001)
- Sociedad civil y organizaciones no gubernamentales en Chile: una historia germinal, Ponencia en el Congreso Nacional de ONG, Picarquín. (2000)
- La bomba atómica, o la Mala conciencia, en Derecho y Humanidades, N.º 7, Universidad de Chile, Santiago. (1999)
- El liberalismo moderado chileno (Siglo XIX), en Estudios Públicos, N.º 69, Centro de Estudios Públicos, Santiago. (1998)
- Edición, prólogo y notas en "La literatura histórica chilena y el concepto actual de la historia" de Francisco A. Encina. Santiago: Editorial Universitaria. (1997)
- Prólogo a la segunda edición de "Pluralismo: una ética del siglo XXI" de M. E. Orellana Benado. Santiago: Editorial Universidad de Santiago. (1996)
- El invierno de la memoria: desmemoriados y confundidos, en Mapocho, Biblioteca Nacional de Chile, N.º 39. (1996)
- Chile, fértil provincia y señalada en su refundación posmodernista, en Proposiciones, N.º  24. Santiago: Ediciones Sur. (1994)
- Liberalismo y modernidad. Ideología y simbolismo en el Chile decimonónico: un marco teórico, en La Revolución Francesa y Chile, editado por Ricardo Krebs y Cristián Gazmuri, Santiago: Universitaria, 1990, 303-333.
- La idea de Nación en el pensamiento liberal chileno del siglo XIX, en Opciones, N.º 9, Santiago. (1986)
- El desarrollo de una conciencia pública: Lastarria y Sarmiento, en Estudios Públicos, N.º 17, Centro de Estudios Públicos, Santiago. (1985)
- J. Burckhardt y la transformación metodológica de la historia del arte, en Revista Universitaria, N.º 7, Pontificia Universidad Católica de Chile, Santiago. (1982)